# Jørgen Rosbach
Jørgen Rosbach (* 8. Mai 1985 in Ilulissat) ist ein grönländischer Politiker (Demokraatit).

## Leben
Jørgen Rosbach arbeitete von 2008 bis 2009 als Fernsehtechniker bei Kalaallit Nunaata Radioa. Er ist ausgebildeter IT-Administrator. Von 2013 bis 2016 arbeitete er als Kundenberater bei Tusass, anschließend ein Jahr als Servicetechniker, von 2017 bis 2019 als IT-Berater und von 2019 bis 2022 als Serviceberater. Seit 2021 führt er ein Lehramtsstudium am Ilinniarfissuaq durch.
Er kandidierte erstmals bei der Parlamentswahl in Grönland 2025 und wurde auf Anhieb mit den viertmeisten Stimmen seiner Partei ins Inatsisartut gewählt.
Von 2018 bis 2022 war er Aufsichtsratsmitglied bei Tusass. Von 2023 bis 2024 war er Mitglied des Akademischen Rats des Ilisimatusarfik und von 2024 bis 2025 Vorstandsmitglied der Universität.